# Mame Madior Boye
Mame Madior Boye (ur. 1940 w Saint-Louis) – senegalska prawnik, premier Senegalu w latach 2001–2002.

## Życiorys
Jest z wykształcenia prawnikiem. Ukończyła też studia ekonomiczne. Wykonywała zawód adwokata, a potem sędziego. Uczyła się w Narodowym Centrum Studiów Sędziowskich w Paryżu. Pracowała na stanowisku doradcy Prokuratora Generalnego Senegalu. Kolejno była sędzią i pierwszą wiceprzewodniczącą Regionalnego Sądu Najwyższego w Dakarze. Pełniła również funkcję przewodniczącej tamtejszego Sądu Apelacyjnego, a następnie awansowała na stanowisko radcy w Najwyższym Sądzie Apelacyjnym Senegalu.
Po ustąpieniu premiera Moustapha Niasse prezydent Abdoulaye Wade mianował ją jego następczynią. Ponadto od maja 2000 roku pełniła obowiązki minister sprawiedliwości. Formalnie nominację na prezes rady ministrów otrzymała 3 marca 2001 roku. Jej pozycja umocniła się wraz z wygranymi przez partię rządzącą wyborami w kwietniu 2001 roku. Wraz z prezydentem Abdoulaye Wade należała bowiem do partii Parti Démocratique Sénégalais (PDS). Została odwołana przez prezydenta 4 listopada 2002 roku. Oficjalnie z powodu trudności we współpracy, a bezpośrednim powodem dymisji była katastrofa statku Le Joola 26 września 2002 roku, w której zginęło ok. 4,3 tys. osób. Na krótko przed odwołaniem pełniła także obowiązki ministra obrony (który odszedł również w związku z wypadkiem promu).
Oskarżono ją o liczne zaniechania w związku z zatonięciem statku, a 12 września 2008 roku francuski sąd wydał międzynarodowy nakaz aresztowania przeciwko właśnie Mame Madior Boye oraz b. ministrom jej rządu. Władze Senegalu protestowały przeciwko orzeczeniu i odmówił ekstradycji b. premier. Nakaz został uchylony w czerwcu 2009 roku przez sąd apelacyjny w Paryżu.
We wrześniu 2004 roku otrzymała funkcję specjalnego pełnomocnika ds. ochrony cywilów w konfliktach zbrojnych z ramienia Unii Afrykańskiej.